# Valeriana leucocarpa
Valeriana leucocarpa är en kaprifolväxtart som beskrevs av Dc. Valeriana leucocarpa ingår i släktet vänderötter, och familjen kaprifolväxter. Inga underarter finns listade i Catalogue of Life.